# Навуходоносор I
Навуходоно́сор I (аккад. Набу-кудурри-уцур, (Nabû-kudurrī-usur), букв. «Набу, защити старшего сына») — царь Вавилонии, правил приблизительно в 1125 — 1104 годах до н. э.
Сын Нинурта-надин-шуми. В его правление начался новый, хотя и кратковременный подъём Вавилонии.

## Правление

### Война с Ассирией
Начало правления Навуходоносора проходило не совсем удачно для него. В 4-й год своего царствования (1121 г. до н. э.) он направился к границе Ассирии и атаковал крепость Цанку (Zanku), но ассирийский царь Ашшур-реш-иши I не только отразил нападение вавилонян, но и нанёс им поражение.

### Война с Эламом
Приблизительно в 1120 г. до н. э. к власти в Эламе пришёл Хутелетуш-Иншушинак. Около 1115 г. до н. э. Навуходоносор предпринял поход против эламитов, долго хозяйничавших в Вавилонии, но этот поход окончился для него неудачно. Записи Навуходоносора обнаруживают, на какой риск он при этом шёл: «Я сам себе говорил в страхе, тревоге и отчаянии: Я не хочу разделить участь моего предшественника, который пребывает в Эламе; лучше мне умереть». Упоминая об этом предшественнике, томившемся в эламском плену, Навуходоносор, вероятно, имел в виду царя Нинурта-надин-шуми из Исина, ибо после насильственного угона эламитом Кутир-Наххунте I последнего касситского царя Вавилонии Эллиль-надин-аххе в 1157 году до н. э. прошло слишком много времени, чтобы пленник мог ещё быть в живых. Во всяком случае, Навуходоносор I всеми силами противился подобной участи.
«Я не хочу уклониться от битвы с эламитом», продолжает он, «я не хочу поворачивать вспять. Поэтому я поджидал его с ещё оставшимся войском у верховья реки Укну (современная Керхе). Однако Нергал, сильнейший из богов, наказал моих воинов [болезнью]». Здесь в глиняной табличке пропуск. Затем Навуходоносор продолжает: «Я побоялся смерти и не отважился на битву, я повернул обратно… В городе Кар-Дур-Апиль-Син я сидел как оглушённый. Эламит (Хутелутуш-Иншушинак) пришёл, и я бежал из города. Я лежал на ложе стенаний и вздохов и, плача, молился богам». Конец этой записи отсутствует, однако содержание его не подлежит сомнению: Навуходоносор был побеждён эламитами и должен был как за себя, так и за своё царство Исин опасаться самого худшего. 
Однако вавилонянин получил неожиданную помощь. Похоже, что эламский царь правил слишком круто в подвластных ему владениях. Во всяком случае, из Сузианы от него сбежали к Навуходоносору не только два весьма влиятельных жреца, захватив статую бога Риа, но и правитель Ритти-Мардук (кассит. Лакти-Шиху) из Бит-Карзиябку, расположенной в эламской пограничной области Дер, перешёл из эламского подчинения в вавилонское. Навуходоносор, воодушевившись, немедленно поставил Лакти-Шиху командовать своими боевыми колесницами и отважился, по-видимому, около 1110 года до н. э. на новое нападение на Элам из Дера. Подробности известны из охранной грамоты на камне (кудурру), которую царь посвятил своему союзнику Лакти-Шиху после его победоносного возвращения домой. В ней Лакти-Шиху предоставляется ряд привилегий в Бит-Карзиябку. В этой грамоте говорится: «Навуходоносор, внемля советам царя богов Мардука, взялся за оружие, чтобы отомстить за Аккад. Он вышел со своим войском из Дера и совершил марш дважды по 30 часов. В месяце таммуз (возможно имеется в виду "тамыз" tamyz  месяц август) он предпринял этот поход. [Камни] на дорогах жгли, как огонь, кончилась вода, устали лошади, ноги воинов подкашивались. Однако благородный царь не останавливался, его не страшила недоступная земля, он продолжал подгонять коней в упряжке. Лакти-Шиху, правитель Бит-Кирзиябку, военачальник его боевых колесниц, чьё место было справа от царя, не покинул своего повелителя в беде и также погнал свою боевую колесницу вперед. Могущественный царь достиг побережья реки Улай; и оба царя (Навуходоносор и Хутелутуш-Иншушинак) начали сражение. Рядом с ними то и дело вспыхивал огонь, пыль затмевала солнечный свет, война свирепствовала подобно урагану». На этот раз военное счастье улыбнулось вавилонянину: «Хутелутуш-Иншушинак, царь Элама, скрылся в своей горе». Загадочный оборот речи означает, что Хутелутуш-Иншушинак нашёл тогда свою смерть. «Царь Навуходоносор победил, он завоевал страну Элам и разграбил его богатства».
Навуходоносор захватил Сузы и нанёс такой удар Эламу, что он после этого в течение трёх веков (до 821 г. до н. э.) вообще не упоминается в источниках. После удачного похода против эламитов «царь победоносно и радостно возвратился в Аккад». После его ухода в Эламе к власти пришёл Шилхана-хамру-лагамар, то ли сын, то ли брат Хутелетуш-Иншушинака, о котором за исключением факта вступления на престол больше ничего не известно.

### Другие походы царя
Навуходоносор не только разгромил эламитов, но почему-то находит возможным хвалиться в одной из своих надписей, что он был «покорителем могучей страны лулубеев», «покорил страну Амурру (Сирию) и разграбил касситов». Видимо, Навуходоносор разгромил горцев на северо-востоке Вавилонии и вновь завладел долиной реки Диялы вплоть до Хашмара (касситское название, означает «Сокол»), а также успешно воевал с арамеями, начавшими вторгаться на территорию Вавилонии с северо-запада.

### Положение в стране
Однако положение царя внутри страны продолжало оставаться неустойчивым. Навуходоносор I, как и прежние цари, продолжал искать себе опору в жрецах, в городах, в могущественных владетельных фамилиях, влиятельных отдельных лицах. Этим объясняется появление дошедших до нас льготных иммунитетных грамот. Так, после похода на эламитов к царю обратился с просьбой Ритти-Мардук, владетель области Бит-Карзиябку, перешедший на сторону Навуходоносора, и затем замеченный царём в битве среди отличившихся. Просьба касалась всех городов этой области, лежащей в Намаре, которые при прежних царях были освобождены от всех повинностей, но вопреки их правам включены были врагами (эламитами) в административный округ Намара.
Царь проверил решения, что издревле существовала независимость городов, заключавшаяся в том, что царские слуги и наместник Намара не посещали эти города, не собирали там налоги и ни один человек из этих городов не мог быть арестован агентами центрального правительства. Тогда Навуходоносор освободил города области Бит-Карзиябку, принадлежащие Ритти-Мардуку, от всех повинностей в полном объёме на вечные времена. И солдат, живущих в этих городах, он поставил вне начальства наместника Намара и нагиру (коменданта?). Вероятно, эта льгота была вызвана желанием привлечь колонистов в эту пограничную со враждебным Эламом область и иметь там преданное население.
Навуходоносор правил 22 года.